# کنزالعمال
کنز العمّال فی سنن الاقوال و الافعال کتابی روایی از علاءالدین علی بن حسام معروف به متقی هندی (م ۹۷۵ یا ۹۷۷ هـ) است که از گردآوری و تنظیم روایات سه کتاب الجامع الکبیر، الجامع الصغیر و زوائد الجامع الصغیر اثر جلال‌الدین سیوطی بوجود آمده و در ۱۸ جلد منتشر شده‌است.

## تاریخچه
1. جلال الدین سیوطی کتابی به نام الجامع الکبیر دارد.
2. او قسمت اقوال کتابش را در کتابی به نام جامع الصغیر به ترتیب حروف الفبا خلاصه کرد. او سپس ضمیمه‌ای به نام زوائد بر کتابش افزود.
3. متقی هندی این دو را کتب مناسبی دانست. او آنها را بر اساس ترتیب ابواب فقهی مرتب کرد و در کتاب منهج العمال فی سنن الاقوال منتشر کرد
4. او با اضافه کردن بخش‌های دیگر اقوال به آن، کتاب الاکمال لمنهج العمال را منتشر کرد.
5. او با ادغام دو کتاب مزبور، کتابی با نام غایه العمال منتشر کرد.
6. او بخش افعال النبی از الجامع الکبیر، را به قبلی افزود و مجموعهٔ منظمی از اقوال و افعال پیامبر اسلام را با الهام از الجامع الکبیر سیوطی فراهم آورد و نام آن را کنز العمال فی سنن الاقوال و الافعال گذاشت[۲]